# 冥王計劃傑歐萊馬
《冥王計畫志雷馬》是在漫畫雜誌上，於1983年10月號至1984年11月號的成人向機器人漫畫，作者是ちみもりを（後改筆名為高屋良樹），之後將18禁的元素去除改編為OVA。

## 作品系列
冥王計畫作品共分為兩個主要系列:
- 冥王計畫志雷馬 漫畫版
- 冥王計畫志雷馬 OVA版

## 故事簡介
潛伏於地底的秘密組織「鐵甲龍」，二十年前為了征服世界而以其超科技開發了巨大的八卦人形機器，但組織內的天才科學家木原正樹的背叛，使「鐵甲龍」的計劃遭到毀滅性的打擊，其中最強的機體「天之志雷馬」（ZEORYMER）落入了日本政府秘密機關的手中，木原也被射殺。
二十年過去，「鐵甲龍」再度來襲，被政府秘密機關綁架的志雷馬預定駕駛員秋津正人，坐上了名為『天』的最強機體...

## 登場人物

### 日本政府秘密機關 - Last Guardian
秋津正人（聲：關俊彥）
原本只是個15歲的平凡少年，某日在回家的路上被一群穿黑西服的人綁架、毆打及虐待，最後更被父母遺棄賣掉，在逃命的他掉下了由沖功和美久所設下的圈套而坐上了最強的巨大人形兵器『天之志雷馬』，因而覺醒了他的潛在第2人格「木原正樹」。最後得知自己原來是為了使木原正樹復活而被創造出來的複製人。隨著駕駛志雷馬的次數日益增加，木原正樹的人格將會永久取代秋津正人的人格而覺醒，成為冥王。
原作中的角色名為「秋津正樹」，但OVA版中考量到僅以配音演技來做辨識區隔有困難之處，故將人名從原作的「正樹」改為「正人」。
木原正樹（聲：關俊彥）
原為秘密組織「鐵甲龍」的超天才科學家，志雷馬的設計開發者，野心極大，以自己成為冥王爲目標而玩弄著「鐵甲龍」的八卦眾人和日本政府等人，後來背叛了「鐵甲龍」而帶著志雷馬逃到日本政府的保護下，但日本政府認為他是個威脅而把他射殺。木原一早得知自己將被殺掉，故預先把自己的受精卵注冊到志雷馬的系統內，並等待利用複製人秋津正人的身體成長而復活。由此，15年後將重獲最強的王牌『天之志雷馬』，狂野地控制著戰局的發展。
定位相當於原作漫畫的反派角色「若槻魔沙樹」，但OVA版中基於與秋津正人一角同樣的理由，而將姓名改為「木原正樹」。
冰室美久（聲：本多知惠子）
天之志雷馬的第2駕駛員，外表是個年約15歲的超美形少女，格鬥技了得，為人和善，並被正人所吸引。但其實她是木原死前所製造的人工生命體，並非人類的她被木原用作「次元連結系統」來使用，具備空間跳躍能力，沒有她在的志雷馬就只有33%以下的推進力。另外，當她與志雷馬整合時（位於機體胸部中央的光球體），她的身體結構會由人形變型為只剩下蜘蛛骨架狀的形態，是機體的核心組件。
沖功（聲：田中秀幸）
日本政府秘密機關Last Guardian的代理人，是守護藏著志雷馬的地下要塞負責人，15年前殺掉木原正樹的人就是他，並把被植入了木原人格的受精試管嬰兒交付給一對平民夫婦養大，直到15年後的一天把他喚醒（秋津正人）。

### 鐵甲龍
幽羅帝（聲：莊真由美）
秘密組織「鐵甲龍」帝國的女帝王，外表是個美少女（年齡不詳）。八卦眾之首，是志雷馬的原設定駕駛員，因木原叛變而失去了志雷馬的操縱權，愛人是她的下屬耐爬，對於打敗了耐爬並承繼木原正樹意志的秋津正人恨之入骨，最終發現自己原來也是被木原的計劃所玩弄的犧牲品。
耐爬（聲：鈴置洋孝）
風之藍斯塔的駕駛員，八卦眾之一。與幽羅帝是地下戀人，但這受到其他八卦眾成員的嘰笑，為獲取眾人的認同而代表「鐵甲龍」出任首戰，與志雷馬交戰時不敵剛醒覺的木原正樹意志，戰死在志雷馬的冥王攻擊下。
紫・雅燕（聲：佐久間玲）
妖艷雙生姊妹的姐姐，火之布萊斯特的駕駛員。八卦眾之一，對幽羅帝非常忠心，因與妹妹有張相同的臉而時常愛護著她，可惜不被妹妹接受。
紫・塔塢（聲：佐佐木優子）
妖艷雙生姊妹的妹妹，水之卡洛威的駕駛員。八卦眾之一，因與姐姐容貌相同而不滿，時常做出「不要跟姐姐相同」的事。
葎（聲：速水獎）
生有一副女人臉的男人，月之羅茲謝拉的駕駛員，八卦眾之一。因為他的「女臉男身」其實是木原在基因工程上所動的手腳，故對木原玩弄生命的態度恨之入骨，與志雷馬打起來時也特別賣力，在第3話中差點將沒有美久坐陣的志雷馬打個粉碎。
羅克菲兒（聲：勝生真沙子）
地之迪諾地羅斯的駕駛員，八卦眾女戰士之一。對塞臥很迷戀（此亦為木原在基因工程上的操作），故受到塞臥操縱而違抗幽羅帝的命令。
祗鎗（聲：玄田哲章）
山之巴斯頓的駕駛員，有八卦眾「第一巨漢」之稱。忠於幽羅帝，暗地裡愛護著羅克菲兒，可惜她不為所動，對塞臥時常操縱著羅克菲兒看得很不順眼。
塞臥（聲：鹽澤兼人）
雷之歐姆札克的駕駛員，美形男子，八卦眾之一。野心大，冷酷、殘忍，一早就有野心廢掉幽羅帝（嘰笑幽羅帝為「小白臉」），認為自己有能力與木原聯手統治世界，對自己的機體性能很自負。
魯蘭/陸朗（聲：辻村真人）
「鐵甲龍」帝國的科學大臣，負責各八卦眾機器的整備，亦輔助著幽羅帝（技術顧問），一直視木原正樹為競爭對手。

## 用語

### 一般用語
- 冥王計劃（Meiou Project 或 Project Hades）

「鐵甲龍」為征服世界而設計的計劃，一共用了近20年的時間來準備。其間，「鐵甲龍」已滲透全球各大小企業及國際電腦綱路，靜靜地等待著時機的來臨。而這場征服世界遊戲的勝利者，則稱為「冥王」，故稱做「冥王計劃」。
- 鐵甲龍帝國（　）

簡稱「鐵甲龍」，原由一群極具野心的科學家組成的地下秘密組織，因目標是征服世界，故自稱做帝國。組織的資金高達富可敵國的地步，資金便用作研發巨大的人形兵器、興建超大形要塞及其他高技術開發等用途，而統治這個秘密帝國的人便是幽羅帝。帝國內君、臣、隸等身份階級制度嚴明，是明乎其實的奴隸制帝國。
- 八卦眾

以幽羅帝為首的八個管治級要臣，而這些人全都是經由木原正樹以基因工程操作所設計過，故大家對木原這個變態狂人極恨之入骨。各人被賦與八卦元素表中之一的機械，即『天、山、水、地、風、雷、火、月』，但劇中使用的並非現實中的中國或日本的八卦元素表。
- 次元連結系統（　）

由木原正樹研發，以異次元能量作為能源的究極系統，無限的能源由次元經連結器（冰室美久）進入志雷馬機體內，再轉化成武器使用。因提供能量的源頭是無限大，這就是為何志雷馬擁有壓倒勝威力的關鍵。在現實世界中，這個「次元」很可能就是我們常聽到的「量子力学世界」（Quantum Mechanics）。

### 機器用語

#### OVA
- 天之志雷馬（　）

原屬「鐵甲龍」為征服世界而開發的八卦眾用最強人形兵器，所屬的八卦元素是〖天〗。機體全高50米，重480噸，機身主色是白色，頭部及背部有類似獨角獸的長劍形利角，因木原魔沙樹/木原正樹的叛變而落入日本政府手中。原設計只需一名駕駛員便能起動，叛變後的木原把它引入了「次元連結系統」的理念及技術，這個「活」的系統亦即是〔人工生命體 → 冰室美久〕，唯各人都不知道這個秘密（沖功還以為美久的存在只是用作輔助處理數據而已）。因多了這個系統，志雷馬便有了「空間跳躍」及「次元連結砲」等高次元武器功能，成為不敗的元素。在使用必殺技「冥王攻擊」時，變型後的美久會發出低頻的叫喊『～冥王～』。
- 風之藍斯塔（　）

所屬的八卦元素是〖風〗，機體全高47米，重300噸，機身主色是白色，是被設計以飛行性能為先的機體。背部有一雙巨形背翼，武裝有：於左、右肩各有9枚烈風噴射嘴，可噴出不可思議強度的烈風「碎骨風」，把攻擊目標撕裂，必殺技「死・龍風」。由劇中得知，藍斯塔是一台用了15年時間才完成的機體。
- 火之布萊斯特（　）

所屬的八卦元素是〖火〗，機體全高57米，重420噸，機身主色是紅色，武裝有：「火焰・發射器」及兩枚位於肩部的中型超高溫等離子球砲，稱作「磁力閃光」。當與水之卡洛威進行聯合攻擊時，便可使出合體技「雙子火焰」，與究極合體技「雙溫加載」。
- 水之卡洛威（　）

所屬的八卦元素是〖水〗，機體全高54.6米，重450噸，機身主色是籃色，武裝有：腰部兩枚中型「巨體追蹤光束」光線砲。與火之布萊斯特一起進行聯合攻擊時負責射出巨體追蹤光束（即：激光）並把攻擊目標定位。另外，當與火之布萊斯特合體後（兩機前後連結），水之卡洛威的功能會負責冷卻火之布萊斯特的合體技雙子火焰高能量光線砲攻擊所產生的熱量，以保持光線砲能量出力正常。
- 月之羅茲謝拉（　）

所屬的八卦元素是〖月〗，機體全高52.3米，重550噸，機身主色是紅色，是唯一有能力以單體形式與志雷馬匹敵的機體。機體的特點是使用高消耗量的能量型兵器，基本都以光線能「盧娜光束」為主。武裝有：「盧娜閃光」（當每5隻手指合起來時更可化作激光劍使用）、3枚雷雲充電衛星「月之子」及必殺兵器「J凱撒」，而J凱撒的威力就足以把日本的富士山開個穿心洞。當機體能量被耗盡時，可用雷雲衛星吸收從地球大氣中的閃電作為再生能源使用。
- 地之迪諾地羅斯（　）

所屬的八卦元素是〖地〗，機體全高53米，重500噸，機身主色是棕色，設定用於工業而非戰鬥用途。機體特點在於兩隻超大形手臂，可向地面放射攻擊波而製造地震或使地面石層活化。
- 山之巴斯頓（　）

所屬的八卦元素是〖山〗，機體全高55米，重600噸，機身主色是綠色，屬於局地戰機體。主要武裝有：背、肩裝配有常規「飛彈」連射庫，兩手心各有一枚小型光線砲「光束加農砲」及兩腳裝有「核彈頭飛彈」連射庫。
- 雷之歐姆札克（　）

所屬的八卦元素是〖雷〗，機體全長70.3米，重700噸，機身主色是金色，是八卦眾兵器中唯一的非人形機器。機體外形極像一隻只有5隻觸手的海星，能用海水再充能量，機身設有反重力系統，能浮著在天空中飛行。必殺兵器：「質子・閃電」，一砲便幹掉了整支由美軍卡爾文森號航空母艦（USS Carl Vinson CVN-70）為首的西太平洋艦隊。

#### 其他
- 黑龍（　）

結合著天之志雷馬以外的七卦合體，被稱為「超越常理的奇蹟機體」。
此機體持有其他七卦機體的必殺技強化版，擁有著「可怕的多重狂暴力量」別稱的機體。
為動畫未發表機體，僅出現在GBA遊戲軟體超級機器人大戰J與原畫集。
- 黑色志雷馬（　）

是一部與天之志雷馬外觀類同的漆黑機體，其力量及性能媲美天之志雷馬。
與天之志雷馬一樣搭載著次元連結系統及機體另外內建有命名為初音的人工生命體。
為動畫未發表機體，僅出現在漫畫的背景描述及原畫集。
- 卡洛斯特（　）

根據兩部機體「火之布萊斯特」和「水之卡洛威」合體結成的機體。
以「八卦機體中的怪物」及「經改造的巨型砲台」為該機體的重點描述。
為動畫未發表機體，僅出現在原畫集。
- 巨大志雷馬（　）

八卦合體的最強機體，最終形態，其稱號為與八卦無關的「烈」，同樣有著次元連結系統。
此機體集結所有八卦機體的必殺技，其中包括風之藍斯塔的【死・龍風】、地之迪諾地羅斯及山之巴斯頓的融合必殺技【原子・地震】(核彈連射＋地震)、火之布萊斯特及水之卡洛威的合體技單體版【雙溫加載】(以次元連結系統製造實體分身而完成連攜攻擊)、月之羅茲謝拉的必殺技【J凱撒】(因次元連結系統存在而不需要月之子並可實現連續發射)及雷之歐姆札克的必殺技【質子・閃電】，最終必殺技為天之志雷馬的強化版攻擊「烈冥王」。
為動畫未發表機體，僅出現在GBA遊戲軟體超級機器人大戰J與原畫集。

## 出版書籍
初版
- レモンピープル（あまとりあ社）1983年10月號 - 1984年11月號
- comic新現実（角川書店）vol.1
- 月刊COMICリュウ（徳間書店）2007年6月號 - 2007年8月號

久保書店刊
- 冥王計画ゼオライマー
  - WORLD COMICS 1986年3月發售 ISBN 4-76-590224-2

徳間書店刊
- 冥王計画ゼオライマー 完全版
  - RYU COMICS SPECIAL 2008年1月1日發行 ISBN 978-4-19-950063-3

- 冥王計画ゼオライマー 新装版
  - RYU COMICS 2015年4月1日發行 ISBN 978-4-19-950444-0
  - 德間書店刊行的書籍為一般向，故有些頁數的外生殖器及一些過激場面描寫進行修正。

## 製作人員
- 企画：三浦亨
- 原作：高屋良樹
- 導演：平野俊弘
- 人物設定：菊池通隆
- 機械設定：森木靖泰
- 色指定：中山久美子
- 美術監督：南鄉洋一（第1、2卷）、串田達也（第3、4卷）
- 音樂：川村榮二
- 音響監督：藤山房伸
- 音響効果：佐佐木純一
- 攝影監督：小西一廣
- 標準字設計：高屋良樹、ARTMIC
- 制作、著作：高屋良樹、AIC
- 發售、販售：東芝EMI

## 主題歌

### 片尾曲
- PROJECT Ⅰ、Ⅱ、Ⅲ：「紅のロンリネス」

作詞：水谷啓二　作曲：馬場孝幸　編曲：石田勝範　演唱：山形幸生
- PROJECT Ⅳ：「I LOVE YOU 愛してる」

作詞：水谷啓二　作曲：馬場孝幸　編曲：石田勝範　演唱：山形幸生

## 各話列表
OVA，每集30分鐘，於1989年至1990年間，以VHS錄影帶及LD形式發行，並分為4話上映。
| 話數       | 日文標題 | 中文標題 | 編劇   | 分鏡               | 演出     | 作畫監督                   |
| ---------- | -------- | -------- | ------ | ------------------ | -------- | -------------------------- |
| PROJECT 〡 |          | -訣別-   | 會川昇 | 平野俊弘、菊池通隆 | 西森明良 | 菊池通隆                   |
| PROJECT Ⅱ  |          | -疑惑-   | 會川昇 | 平野俊弘、菊池通隆 | 西森明良 | 菊池通隆                   |
| PROJECT Ⅲ  |          | -覺醒-   | 會川昇 | 西森明良           | 西森明良 | 菊池通隆、西井正典         |
| PROJECT Ⅳ  |          | -終焉-   | 會川昇 | 平野俊弘、西森明良 | 西森明良 | 菊池通隆、西井正典、岩瀧智 |

## 畫集和設定集

### 畫集
冥王計畫的原人物設定由菊池通隆（現：麻宮騎亜）設計，大部分冥王計畫的商業制品原畫可在以下的菊池通隆畫集內找到:
- ZWEI

菊池通隆畫集 Ⅱ，DRAGON MAGAZINE SPECIAL，於1995年8月由富士見書房發行，ISBN 4-8291-9116-3 C0076 P2800E。

### 設定集
冥王計畫的官方知料設定集，包含全部機器、人物、場景草圖及聲優等人的訪問。於1991年1月3日，由BANDAI發行，ISBN 4-89189-132-7 C0076 P2200E。

## 相關作品

### CD、黑膠唱片（LP 33rpm）、卡式録音帶（Cassette）
OVA原聲音樂集，CD版一共收錄了全數13首電子合成背景音樂（BGM）及兩首主題歌，而LP版因錄製容量技術關係，只收錄了11首背景音樂及兩首主題歌，被刪掉的背景音樂為和，但附送了一張B2大小的海報，是CD版所沒有的。
- 以下是初版發行日期順序列出：

| 專輯名稱 | 內容類型    | 收錄媒體  | 生產號碼  | 發行日期       | 出版社          |
| -------- | ----------- | --------- | --------- | -------------- | --------------- |
|          | OVA版原聲帶 | CD        | LD32-5085 | 1989年10月25日 | 東芝EMI株式會社 |
| LP       | OVA版原聲帶 | LB28-5085 |           | 1989年10月25日 | 東芝EMI株式會社 |
| Cassette | OVA版原聲帶 | LC28-5085 |           | 1989年10月25日 | 東芝EMI株式會社 |

### Blu-ray
HD高清版於2008年第二十週年記念中以Blu-ray碟形式發售。生產號碼：BCXA-0081，實際解像度為1440×1080像素（4：3），收錄了OVA版全4話，由萬代影視於2008年10月28日發行。

### 電玩遊戲
- 在超級機器人大戰J中，有登場。
- 在超級機器人大戰MX中，有登場。
- 在手游機動戰隊中有舉辦聯動活動。

## 其他
在布袋戲霹靂系列中前期到中期的葉小釵的武戲時使用了ゼオライマー的主題音樂，故有人戲稱本作為刀狂劍痴志雷馬或冥王計畫葉小釵。

## 外部連結
- 冥王計畫宮方綱站 （日語）
- STUDIO TRON 菊池通隆和麻宮騎亜的宮方公式綱站 （页面存档备份，存于） （日語）
- Anime News Network - Hades Project Zeorymer OVA （页面存档备份，存于） （英文）